# Copa Campeonato 1908
La Copa Campeonato 1908 fu vinta dal Belgrano Athletic.

## Classifica finale
|     | Classifica finale    | Pti | G  | V  | N | P  | GF | GS | DR  |
| --- | -------------------- | --- | -- | -- | - | -- | -- | -- | --- |
| 1.  | Belgrano Athletic    | 31  | 18 | 15 | 1 | 2  | 49 | 20 | +29 |
| 2.  | Alumni               | 27  | 18 | 13 | 1 | 4  | 74 | 18 | +56 |
| 3.  | Argentino de Quilmes | 25  | 18 | 12 | 1 | 5  | 44 | 26 | +18 |
| 4.  | San Isidro           | 23  | 18 | 11 | 1 | 6  | 36 | 26 | +10 |
| 5.  | Estudiantes (BA)     | 22  | 18 | 11 | 2 | 5  | 37 | 20 | +17 |
| 6.  | Quilmes              | 17  | 18 | 8  | 1 | 9  | 46 | 54 | -8  |
| 7.  | Porteño              | 13  | 18 | 6  | 1 | 11 | 23 | 41 | -18 |
| 8.  | Reformer             | 8   | 18 | 3  | 2 | 13 | 10 | 57 | -47 |
| 9.  | Lomas Athletic       | 7   | 18 | 3  | 1 | 14 | 19 | 50 | -31 |
| 10. | San Martín Athletic  | 3   | 18 | 2  | 1 | 15 | 16 | 42 | -26 |

- Estudiantes 2 punti di penalizzazione.
- San Martín 2 punti di penalizzazione.
- Un'altra squadra, il Nacional, si ritirò dopo due giornate.

## Classifica marcatori[1]
| Gol |  |  | Giocatore    | Squadra |
| --- |  |  | ------------ | ------- |
| 19  |  |  | Eliseo Brown | Alumni  |